# Ligyra suffusipennis
Ligyra suffusipennis är en tvåvingeart som först beskrevs av Enrico Adelelmo Brunetti 1909.  Ligyra suffusipennis ingår i släktet Ligyra och familjen svävflugor. Inga underarter finns listade i Catalogue of Life.